# Канталохас
Канталохас (ісп. Cantalojas) — муніципалітет в Іспанії, у складі автономної спільноти Кастилія-Ла-Манча, у провінції Гвадалахара. Населення — 151 особа (2010).
Муніципалітет розташований на відстані близько 100 км на північний схід від Мадрида, 65 км на північ від Гвадалахари.
На території муніципалітету розташовані такі населені пункти: (дані про населення за 2010 рік)
- Канталохас: 151 особа
- Вільякадіма: 0 осіб

## Демографія
Динаміка населення (INE ):

## Галерея зображень

Розташування муніципалітету у провінції Гвадалахара
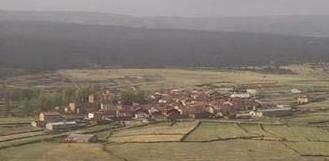
Канталохас